# Parlamentarismo español
El parlamentarismo español es una tradición de representación política, de actividad legislativa y de control gubernamental — o control parlamentario del gobierno — que se remonta a las Cortes medievales y del Antiguo Régimen, de un modo equivalente al parlamentarismo de otros Estados-nación de Europa Occidental (el Parlamento de Inglaterra o los Estados generales de Francia).

## Estudios
Los lugares de reunión, los usos y costumbres parlamentarios, y la práctica de los debates parlamentarios con su consiguiente oratoria, constituyen los aspectos formales más visibles de esa tradición. 
Se han realizado varios estudios prosopográficos sobre los diputados, senadores o procuradores en Cortes —y en general, de las élites burocráticas— en diferentes períodos, detectando la repetición sistemática de las mismas familias —representando a partidos distintos—, además de otros rasgos profesionales y formativos.

## Hasta el siglo XVII

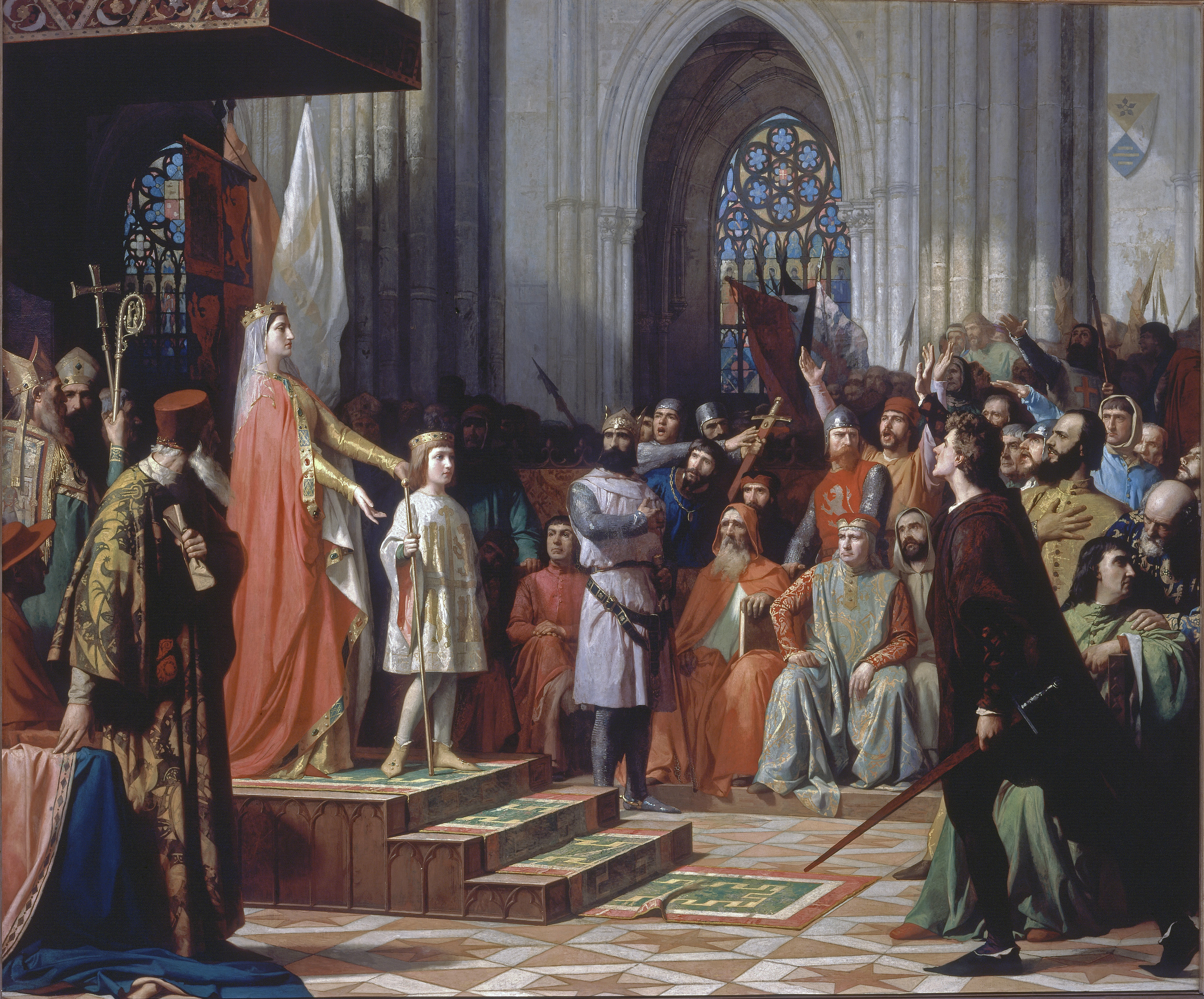
María de Molina presenta a su hijo Fernando IV en las Cortes de Valladolid de 1295. Óleo sobre lienzo de Antonio Gisbert Pérez. 1863. Congreso de los Diputados.

Las Cortes, una institución derivada de la Curia regia, se fueron conformando como institución parlamentaria de representación estamental en los distintos reinos cristianos peninsulares a partir de finales del siglo XII. Suponían la explicitación y renovación periódica de la relación política entre "rey" y "reino". Las primeras Cortes con participación de los representantes de las ciudades fueron las Cortes de León de 1188, reunidas por el monarca leonés Alfonso IX. Fueron convocadas muy frecuentemente en la Baja Edad Media y hasta mediados del siglo XVII, cuando sus funciones eran casi exclusivamente fiscales en la Corona de Castilla, y de mucho mayor nivel competencial en los reinos de la Corona de Aragón y el de Navarra, donde el menor poder real determinó un mayor poder de las Cortes, sustentado en toda una teorización de la relación pactista entre ambas instituciones.
La unificación de los reinos de la Monarquía Hispánica (que entre 1580 y 1640 incluyó al reino de Portugal) no significó la homogeneización institucional, y las Cortes de cada reino mantuvieron su existencia por separado, quedando las Cortes de Castilla como principal soporte fiscal de la Monarquía en todo el periodo de los Habsburgo (siglos XVI y XVII).
En la segunda mitad del siglo XVII las Cortes prácticamente dejaron de convocarse.
- Cortes de Aragón
- Cortes de Castilla
- Cortes Catalanas
- Cortes de León (las primeras, de 1188; desde el siglo XIII se convocaron conjuntamente con las de Castilla)
- Cortes de Navarra (las últimas, convocadas en 1828-1829)
- Cortes Portuguesas
- Cortes Valencianas

A pesar de tener algún uso bibliográfico la expresión "cortes mallorquinas", no existió una institución equivalente a las Cortes en el reino de Mallorca, cumpliendo un papel hasta cierto punto similar el Gran e General Consell (véase Consejo Insular de Mallorca. Cuando se celebraban conjuntamente las reuniones de las cortes de la Corona de Aragón acudían representantes mallorquines (véase Cortes de Aragón).

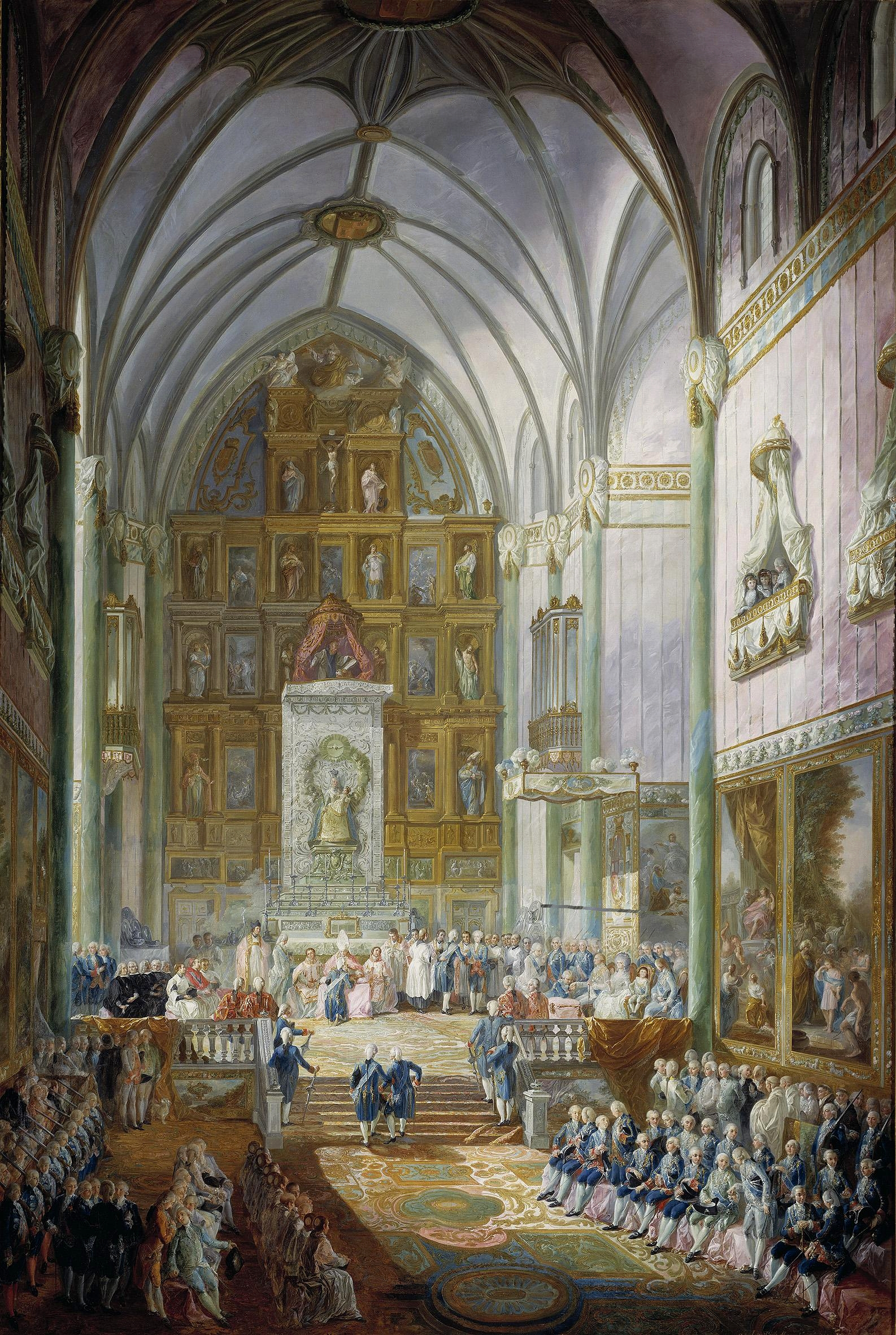
Las Cortes, reunidas en la iglesia del Monasterio de San Jerónimo el Real, Madrid, en 1789, juran su reconocimiento al príncipe de Asturias, futuro Fernando VII. Cuadro de Luis Paret y Alcázar, 1791.

## SigloXVIII
Con la guerra de sucesión española (1700-1715), la nueva dinastía Borbón impuso los Decretos de Nueva Planta, que anularon los fueros particularistas de la Corona de Aragón, lo que permitió a los reyes convocar conjuntamente las Cortes de todos los reinos de la Monarquía Hispánica (excepto las Cortes de Navarra) siguiendo los usos y costumbres de las Cortes de Castilla, con lo que pasaron a denominarse Cortes Generales del Reino. Únicamente tuvieron dos convocatorias en todo el siglo XVIII, para jurar al heredero y darse por enteradas de las sucesivas alteraciones del derecho sucesorio (Ley sálica).
- Cortes de Madrid de 1713. Felipe V inició la dinastía Borbón con la guerra de sucesión española, que en España es una guerra civil entre austracistas y borbónicos. Los austracistas eran mayoritarios en la Corona de Aragón, y su derrota permitió imponer el absolutismo borbónico que pretendía centralizar las instituciones de los distintos reinos peninsulares en las castellanas (Decretos de Nueva Planta). Se convocaron por primera vez Cortes en Madrid a las que no solo debían asistir los procuradores de las ciudades castellanas, sino también representantes de ciudades aragonesas, valencianas, catalanas y mallorquinas, por lo que se denominaron Cortes Generales del Reino.[7] Se aprobó, con la forma de Auto Acordado,[8] la recepción en España de la Ley Sálica, la tradicional de la monarquía francesa. Entre otras cosas, la Ley Sálica alteraba el derecho sucesorio tradicional, al impedir la sucesión de las mujeres en el trono (nulla portio fæminis); aunque la cuestión no dejó de ser un supuesto teórico que en realidad no se resolvió hasta las guerras carlistas. Se recibieron distintas "súplicas" de los procuradores, como la racionalización de los impuestos (a sugerencia de los valencianos, se estableció al año siguiente el Equivalente).[9]

- Cortes de Madrid de 1789. Carlos IV fue el primer monarca que convocó Cortes Generales para jurar por príncipe de Asturias al heredero de la Corona. Lo hizo para la jura de su hijo Fernando (el futuro Fernando VII). Se aprovechó la ocasión para derogar la Ley Sálica; argumentando que tal cosa restituía a su antigua fuerza y vigor las veneradas leyes que habían colocado en el Trono de Castilla a Isabel la Católica.[10]

## sigloXIX

### Parlamentarismo gaditano

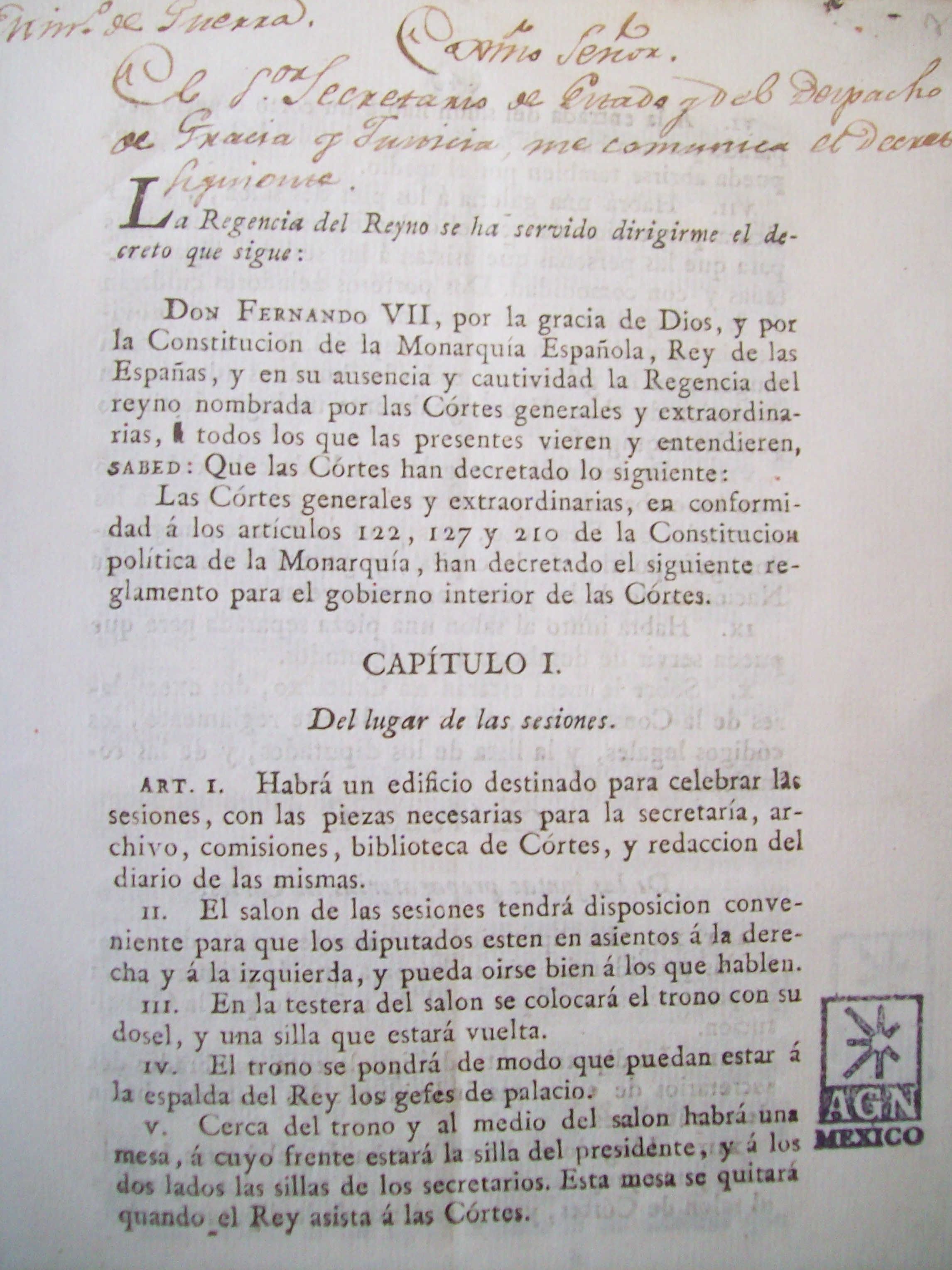
Reglamento de las Cortes, 1813.

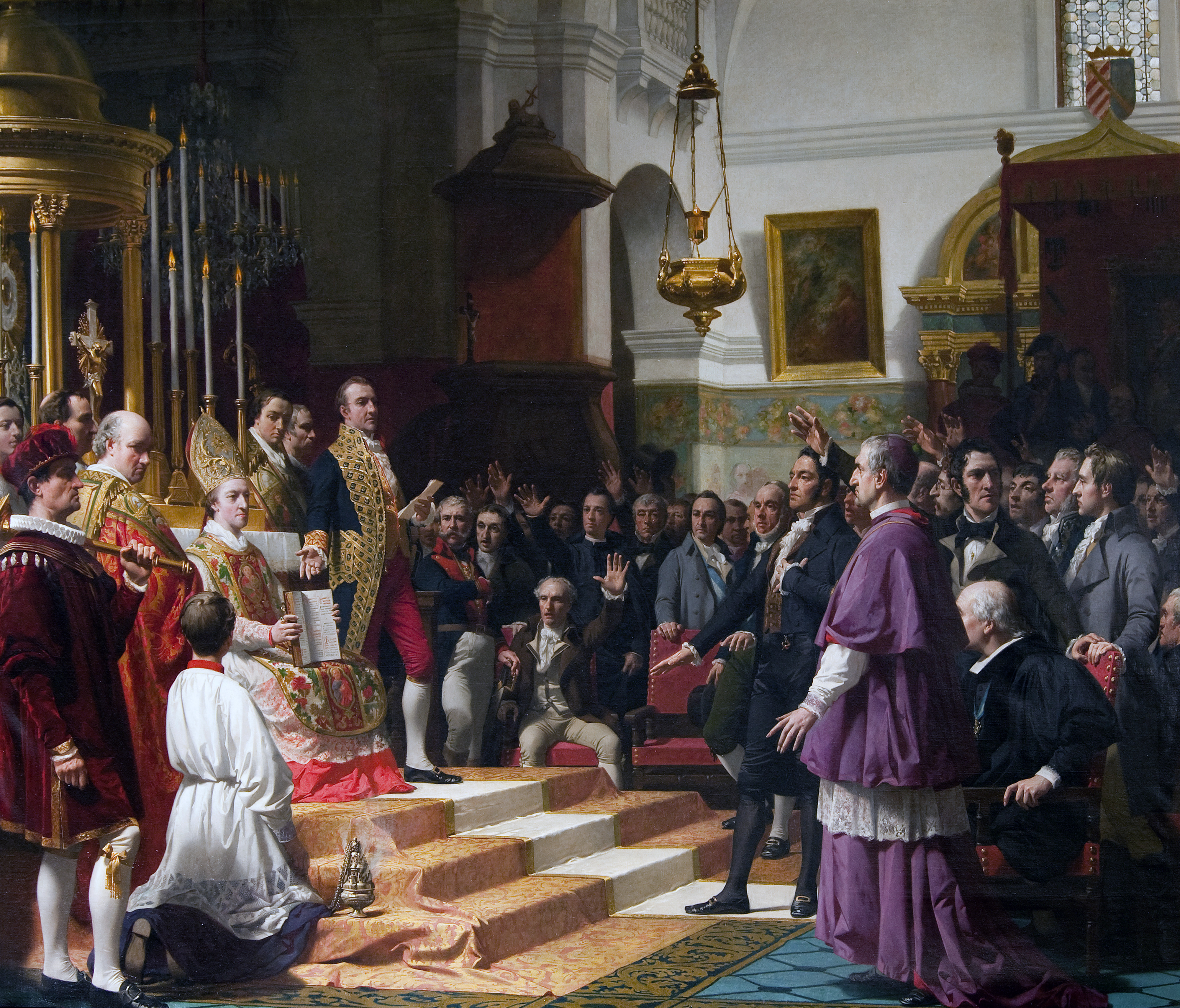
Los diputados juran su cargo en la iglesia mayor de San Fernando, 1810. Pintura de historia de Casado del Alisal, 1862.

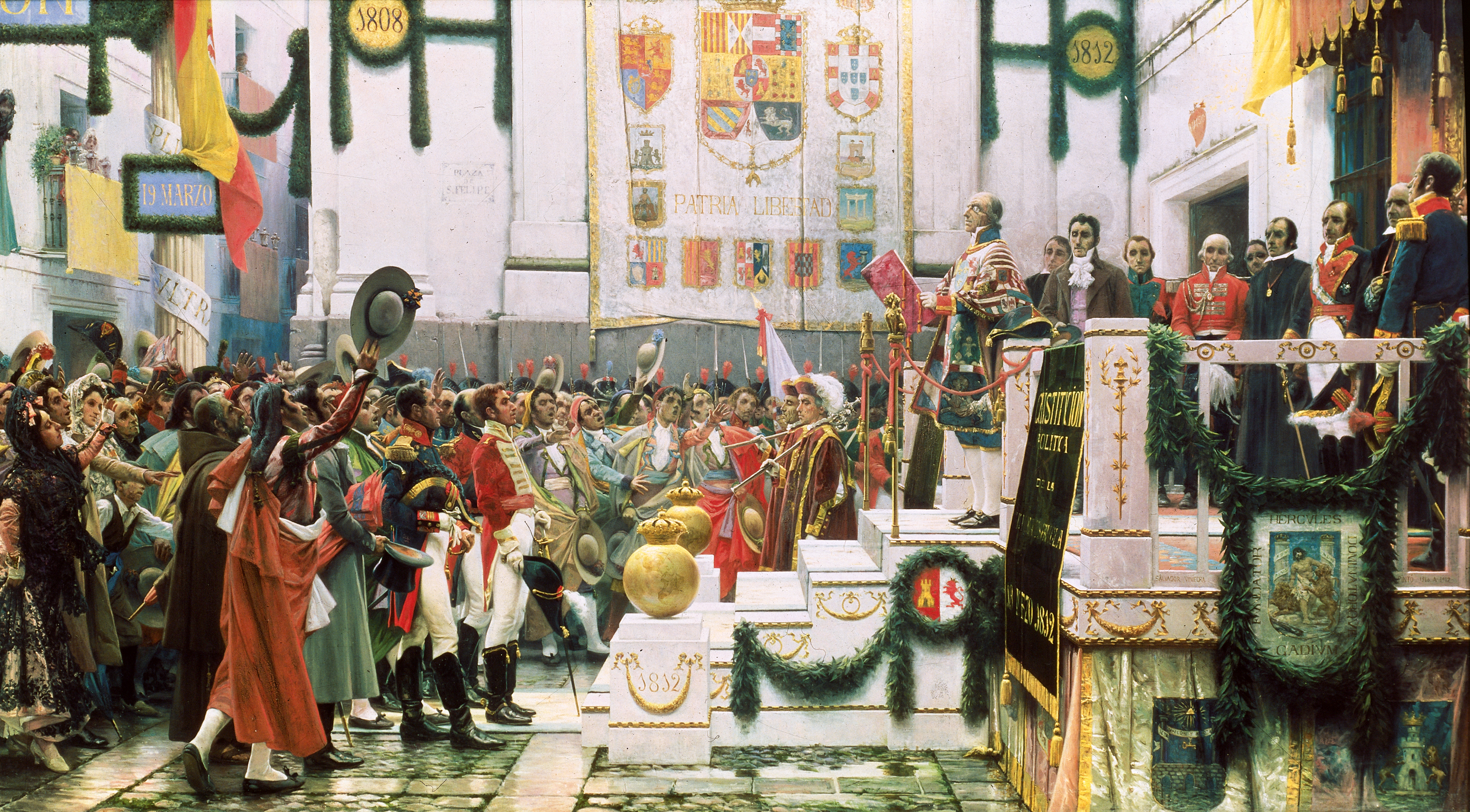
Los diputados juran la Constitución el 19 de marzo de 1812 en el Salón de las Cortes de Cádiz. Pintura de historia de Salvador Viniegra, 1912.

La agitada vida política de la Edad Contemporánea en España tuvo puntual reflejo en cada una de las fases que atravesó el parlamentarismo español.
Inaugurando las características propias del parlamentarismo liberal contemporáneo (soberanía nacional, sufragio universal, división de poderes, reconocimiento de derechos), las Cortes de Cádiz destacaron por sus vitales debates y lo revolucionario de su legislación. Estas Cortes ejercieron de hecho todo el poder, dado que Fernando VII permaneció hasta el 22 de marzo de 1814 retenido en Francia por Napoleón. Reunidas en 1810 en Cádiz, por ser la única ciudad defendible ante la invasión francesa, utilizaron como local de reuniones el llamado Teatro de las Cortes. Al final de la guerra, en un breve periodo de 1814, como sede para reunirse en la ciudad de Madrid escogieron la antigua iglesia del Colegio de doña María de Aragón de los agustinos calzados, parte del complejo del Real Monasterio de la Encarnación.
Desbordados los planteamientos iniciales de reformas moderadas de los denominados jovellanistas (Antonio de Capmany), los diputados gaditanos se dividieron políticamente en dos tendencias: liberales y absolutistas. El predominio de los liberales (Agustín Argüelles, Diego Muñoz Torrero, el Conde de Toreno) determinó la orientación de su obra legislativa hacia el desmontaje institucional del Antiguo Régimen y la construcción de un Estado liberal (supresión de los señoríos y de la Inquisición, libertad de prensa, redacción de la constitución de 1812). Uno de los diputados absolutistas, el obispo de Orense Pedro de Quevedo y Quintano, fue sancionado por mostrar su protesta durante el juramento a la Constitución.
Entre los presidentes de las Cortes estuvieron Muñoz Torrero, Ramón Lázaro de Dou, Jaime Creus Martí (que posteriormente presidiría la absolutista Regencia de Urgel), Miguel Antonio de Zumalacárregui (hermano del posterior líder carlista) y varios representantes de los españoles americanos, como Antonio Joaquín Pérez Martínez (que intervino en la posterior independencia de México).
La palabra "liberal", que nació en los debates de Cádiz, se extendió al vocabulario político internacional.

### Las Cortes del Trienio Liberal

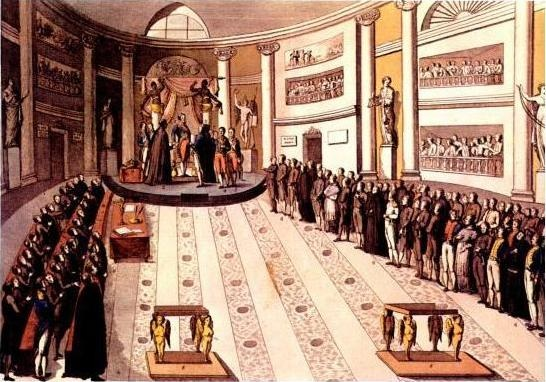
Fernando VII jura la Constitución de Cádiz ante las Cortes del Trienio reunidas en el Colegio de María de Aragón, Madrid, 1820.

El pronunciamiento de Riego (en Cabezas de San Juan, 1 de enero de 1820) puso fin al primer periodo absolutista de Fernando VII, que al poco de volver a España había disuelto las Cortes y declarado nula y sin efecto la legislación gaditana (4 de mayo de 1814). Restablecida la constitución de 1812, se convocaron de nuevo las Cortes. Las nuevas Cortes del Trienio Liberal se reunieron en Madrid, en el mismo edificio del Colegio de doña María de Aragón, entre los años 1820 y 1823. Hubo dos convocatorias (1820 y 1822) en las que se eligieron los diputados con los vigentes criterios constitucionales (sufragio universal masculino indirecto y las mismas circunscripciones, incluyendo la representación de los españoles americanos, cuyo territorio estaba en plena guerra independentista). Tuvieron una breve y agitada vida, caracterizada por los enfrentamientos internos entre liberales doceañistas y veinteañistas. Entre los presidentes de las Cortes estuvieron José de Espiga (que presidió la sesión inaugural y el juramento del rey en 1820), el propio Rafael del Riego (las de 1822), José María Calatrava, Miguel Ricardo de Álava, Manuel Flores Calderón, Francisco Martínez de la Rosa y el Conde de Toreno.
Dada la desconfianza entre rey y Cortes, estas ejercían el poder en la práctica, sin tener en cuenta las competencias ejecutivas del monarca, al que las potencias extranjeras consideraban prisionero (como había ocurrido en la Revolución francesa con Luis XVI). Se sometió a deliberación de las Cortes el asunto de las notas diplomáticas emitidas; al ser rechazadas tanto por el Congreso como el Gobierno, dieron motivo a las potencias de la Santa Alianza para intervenir en defensa del absolutismo regio y encargar a Francia la invasión de España con los Cien Mil Hijos de San Luis. Las Cortes salieron de Madrid el 23 de mayo de 1823, retirándose primero a Sevilla y luego a Cádiz, obligando al rey a acompañarlas; hasta que quedó evidente la derrota militar (batalla de Trocadero), y con ella su disolución y la vuelta al poder de Fernando VII como rey absoluto (23 de septiembre de 1823) durante los diez años siguientes (Década Ominosa).

### Las últimas Cortes del Antiguo Régimen
Las Cortes de Madrid de 1833 fueron las últimas convocadas con los criterios propios del Antiguo Régimen. Apelando a la antigua usanza y leyes de Castilla, convocó Fernando VII Cortes para que jurasen como princesa de Asturias a su hija Isabel (la futura Isabel II de España). Reunidas en el Real Monasterio de San Jerónimo prestaron el juramento. En el contexto del final de su reinado, cuando se estaba produciendo la aproximación entre los elementos más moderados de los absolutistas y de los liberales, se vio en esta convocatoria un síntoma de apertura política, que se confirmó en el periodo siguiente.

### Parlamentarismo del periodo isabelino

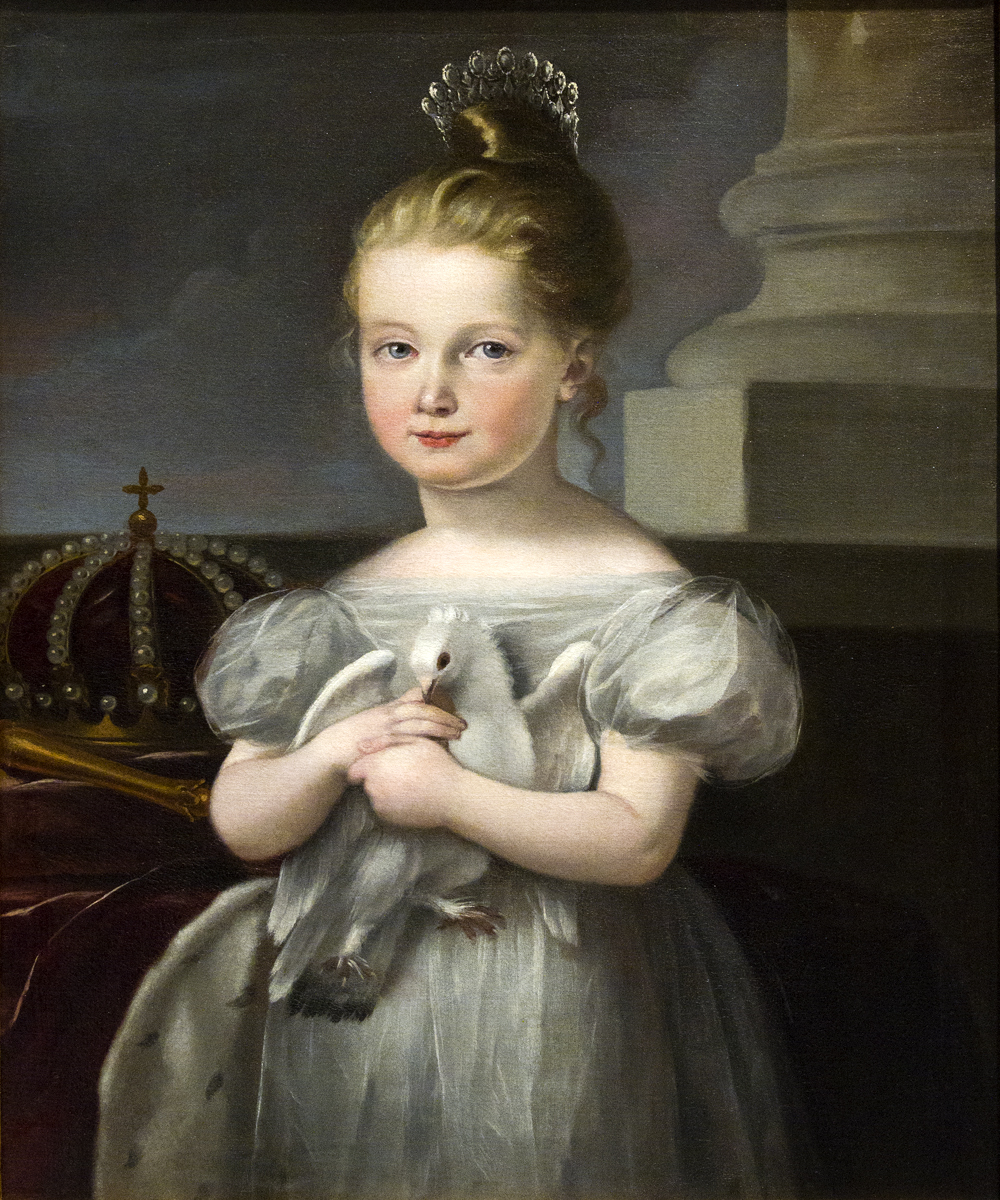
Isabel II, niña, de José de Madrazo.

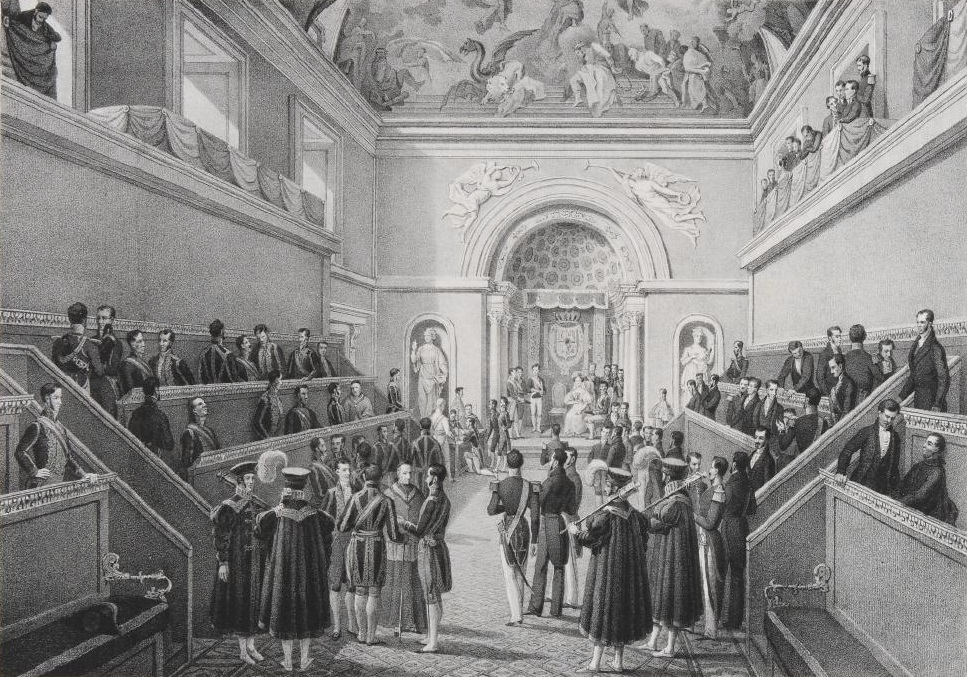
Reunión del Estamento de Próceres en el Casón del Buen Retiro, en 1834.

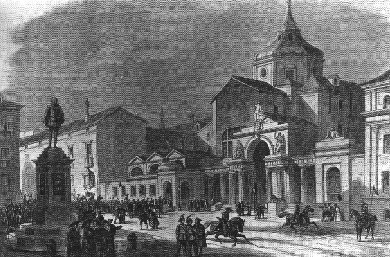
Exterior del Congreso de los Diputados antes de la construcción de la fachada actual (columnata y frontón clásico, y los leones). Ya está levantada la estatua de Cervantes al otro lado de la Carrera de San Jerónimo.

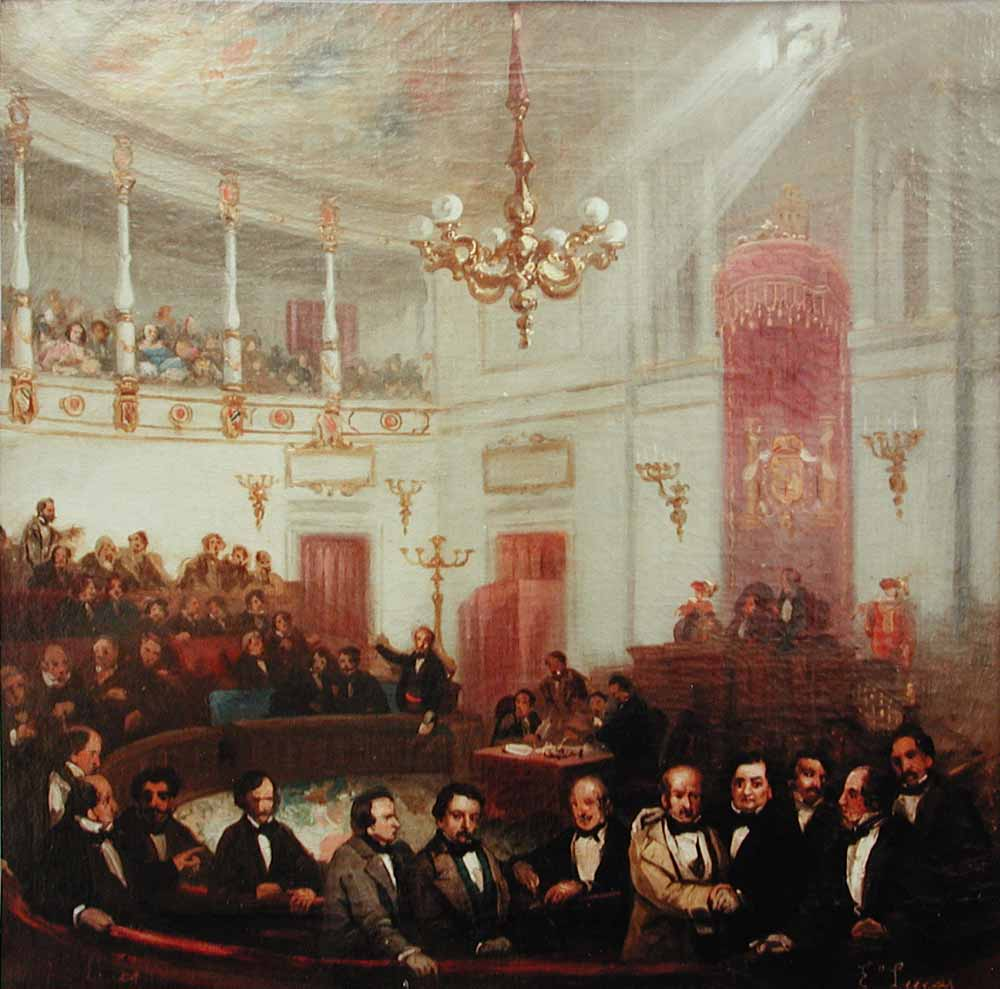
El hemiciclo del Congreso de los Diputados hacia 1854-1855. Cuadro de Eugenio Lucas Velázquez.

Las Cortes de Madrid de 1834, bajo la regencia de María Cristina, se convocaron mediante un Estatuto Real para la convocación de las Cortes generales del Reino, un texto cuasi-constitucional (del tipo carta otorgada) bajo cuyas condiciones se inició la vida parlamentaria del reinado de Isabel II, en medio de la primera guerra carlista y caracterizada por la alternancia en el poder, mediante pronunciamientos de militares vinculados a grupos políticos (los llamados "espadones" o "ayacuchos"), de los liberales moderados y progresistas. El sistema electoral estaba basado en el sufragio censitario, que restringía el voto a quienes dispusieran de una posición social acomodada, y se pasó de la elección indirecta a la elección directa de los diputados. La pérdida de las colonias, excepto Cuba, Puerto Rico y Filipinas, hizo que ya no acudieran diputados del continente americano.
Buscando la semejanza con el parlamentarismo británico, se estableció un sistema bicameral, con unas Cortes divididas en dos cámaras: la cámara baja o Estamento de Procuradores (que terminó llamándose Congreso de los Diputados) y la cámara alta o Estamento de Próceres (que terminó llamándose Senado). Los Próceres se reunieron en el anterior edificio de las Cortes (el Colegio de doña María de Aragón), y los Procuradores en el Convento del Espíritu Santo (en la Carrera de San Jerónimo, cuyo edificio se reformó profundamente por Narciso Pascual entre 1843-1850, dotándose de una fachada neoclásica con columnata y frontón -Palacio de las Cortes-).
Hubo convocatorias de Cortes en 1835 y 1836. Dado el nuevo contexto político, que daba por supuesto la convocatoria de las Cortes en la capital del reino, no se denominan ya "Cortes de Madrid" en ningún texto; a pesar de que el artículo 19 del Estatuto preveía que Los procuradores del Reino se reunirán en el pueblo designado por la Real Convocatoria para celebrarse las Cortes.
La sublevación de los sargentos de La Granja (1836) proclamó de nuevo la Constitución de 1812 y produjo la disolución de las Cortes estatutarias. Las nuevas Cortes constituyentes de 1836-1837 elaboraron un nuevo texto que respondía a los criterios de los liberales progresistas (Constitución española de 1837).
Las Cortes de 1840 recondujeron institucionalmente la revolución liberal, elaborando entre otras la Ley de Ayuntamientos, que fue aprobada y sancionada por la Corona. Cuando iba a ponerse en ejecución se produjo el pronunciamiento de Espartero, que llevó al destierro de la reina gobernadora y puso a este como nuevo regente.
En los años 1841, 1842 y 1843 se convocaron Cortes por la regencia de Espartero. La oposición creciente a su gobierno llevaron finalmente a su renuncia y salida de España. Las Cortes declararon mayor de edad a la joven reina (con solo 13 años), al grito de Salustiano Olózaga: Dios salve a la reina, Dios salve al país.
Las Cortes de 1845, dominadas por los moderados, reformaron el texto constitucional en un sentido conservador (Constitución española de 1845).
El periodo entre 1845 y 1855, dominado por el general Narváez, se conoce como Década Moderada.
Entre los oradores más destacados de la época estuvo Donoso Cortés.
Los progresistas dominaron las Cortes de 1854, convocadas tras la Vicalvarada y el manifiesto de Manzanares, y que subsistieron durante el denominado Bienio Progresista (1854-1856). Llegaron a redactar un nuevo texto constitucional que no entró en vigor (habría sido la Constitución española de 1856). El mismo general O'Donnell, que había propiciado el inicio del bienio, provocó su final, disolviendo las Cortes el 2 de septiembre de 1856.
Se inició un prolongado periodo de predominio parlamentario de la Unión Liberal, en el que O'Donnel fue alternando en el gobierno con los moderados de Narváez, entre las Cortes de 1858 y las Cortes de 1866. En las Cortes de 1867 el predominio moderado no dejó prácticamente representación parlamentaria a los unionistas, menguando así la base política del régimen, en medio de una creciente oposición, que se organizó fuera del sistema (noche de San Daniel, Pacto de Ostende). El mantenimiento en el poder de Luis González Bravo se hizo a costa de incrementar la represión política hasta extremos insoportables, que justificaron a la revolución.

### Las Cortes del Sexenio Democrático

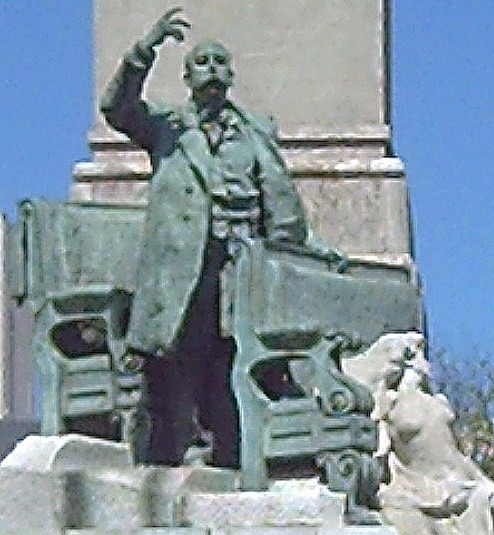
Emilio Castelar aparece representado dirigiéndose a las Cortes desde su escaño, en el monumento del Paseo de la Castellana de Madrid (escultor Mariano Benlliure).

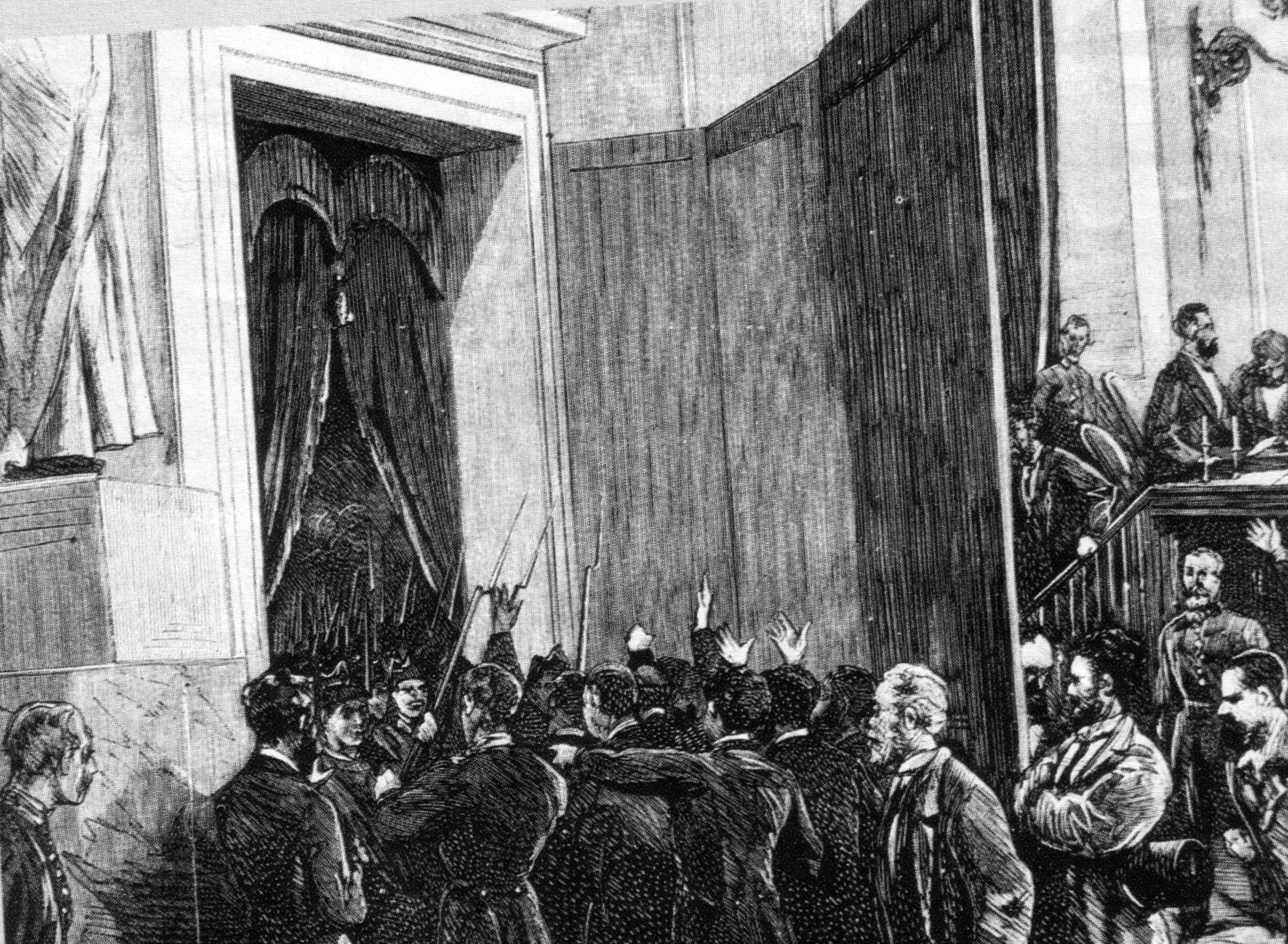
Grabado contemporáneo en el que se representa a los diputados resistiendo a la entrada de las tropas de Pavía en el hemiciclo de las Cortes, el 3 de enero de 1874. La mayor parte de los diputados salieron precipitadamente (algunos por las ventanas, ante las burlas del propio Pavía). Un pequeño grupo, entre los que estaba Emilio Castelar, fueron desalojados a la fuerza. Lo que no hubo es ninguna entrada espectacular "a caballo", aunque esa mixtificación se ha hecho muy popular, vinculando la imagen de ese "espadón" a la de otro famoso por su caballo: Espartero. Una imagen muy similar se repitió el 23 de febrero de 1981 con la entrada del coronel Tejero en las Cortes.

Tras la revolución de 1868, que mandó al exilio a Isabel II, las Cortes de 1869 elaboraron la Constitución española de 1869, con criterios democráticos (sufragio universal masculino).
Las Cortes de 1872-1873 experimentaron un sistema republicano (Primera República Española) tras la abdicación del efímero rey Amadeo I de Saboya. El golpe de Estado de Pavía (3 de enero de 1874), que irrumpió violentamente en las Cortes, y la subsiguiente dictadura de Serrano, suspendieron la vida institucional democrática.
El pronunciamiento de Martínez Campos (29 de diciembre de 1874) impuso la restauración de la monarquía en el hijo de Isabel II, Alfonso XII.
Durante los debates parlamentarios del sexenio, las intervenciones de Emilio Castelar convirtieron su nombre en un sinónimo de orador.

### Parlamentarismo de la Restauración

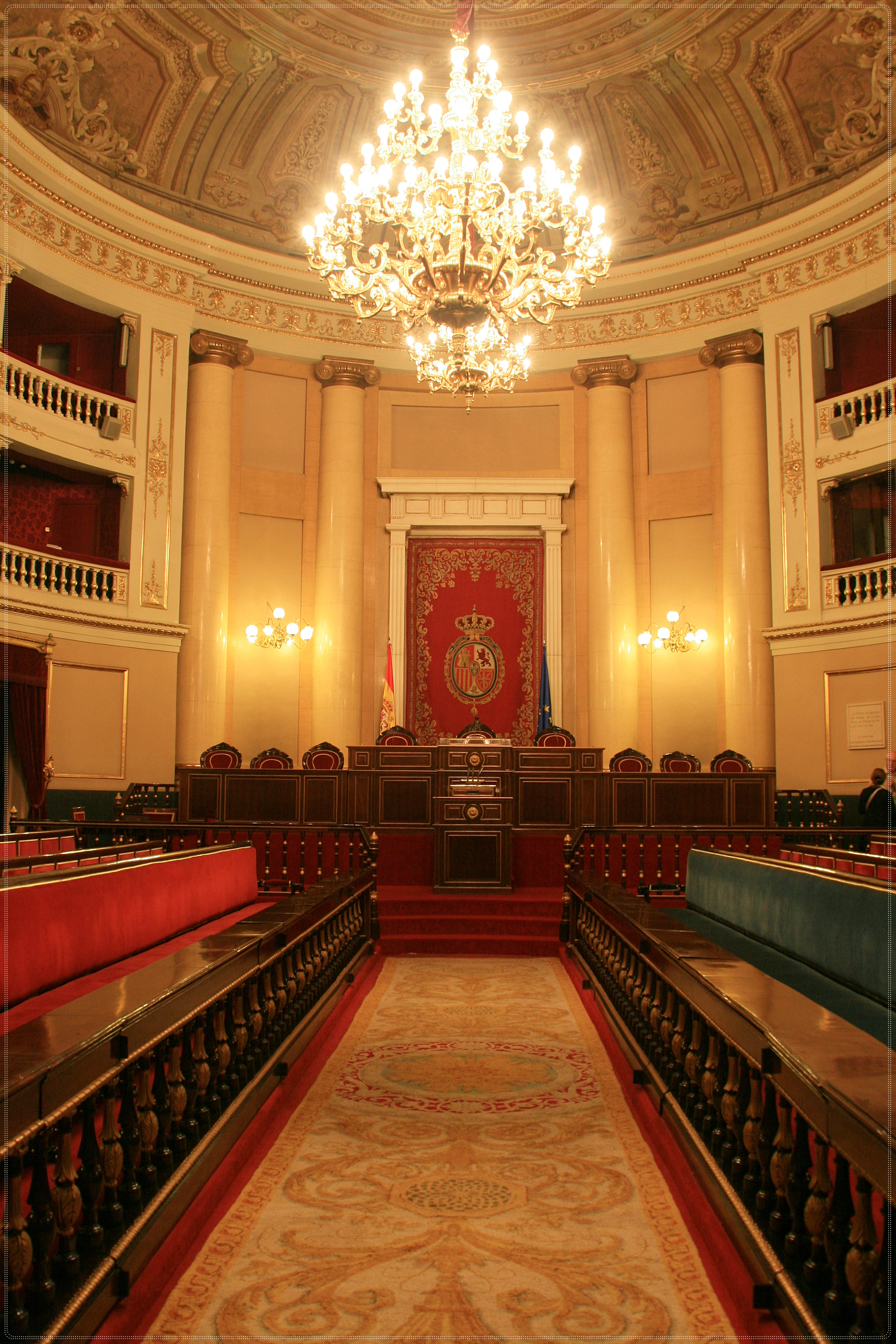
Antigua sala de plenos del Senado.

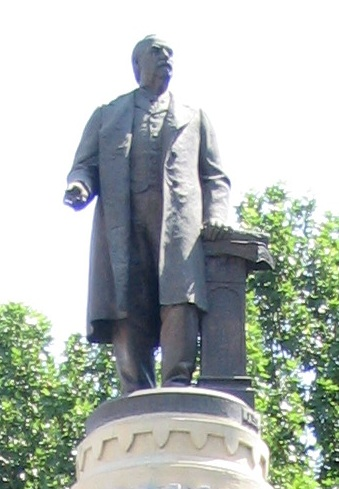
Antonio Cánovas del Castillo en pose de orador. Monumento frente al Senado.

Tras un periodo inicial de predominio total del Partido Liberal-Conservador de Antonio Cánovas del Castillo, a partir del pacto de El Pardo (24 de noviembre de 1885) la vida política de la Restauración se caracterizó por el turnismo, la alternancia en el poder de los conservadores con el Partido Liberal-Progresista de Práxedes Mateo Sagasta. Llegado el momento, el gobierno de turno dimitía, el rey (o la reina regente) llamaba a formar nuevo gobierno al líder de la oposición, y este convocaba elecciones, convenientemente dirigidas desde el Ministerio de la Gobernación, que activaba las redes locales del caciquismo para obtener mayoría parlamentaria, utilizando todo tipo de ingeniosos subterfugios (pucherazo).

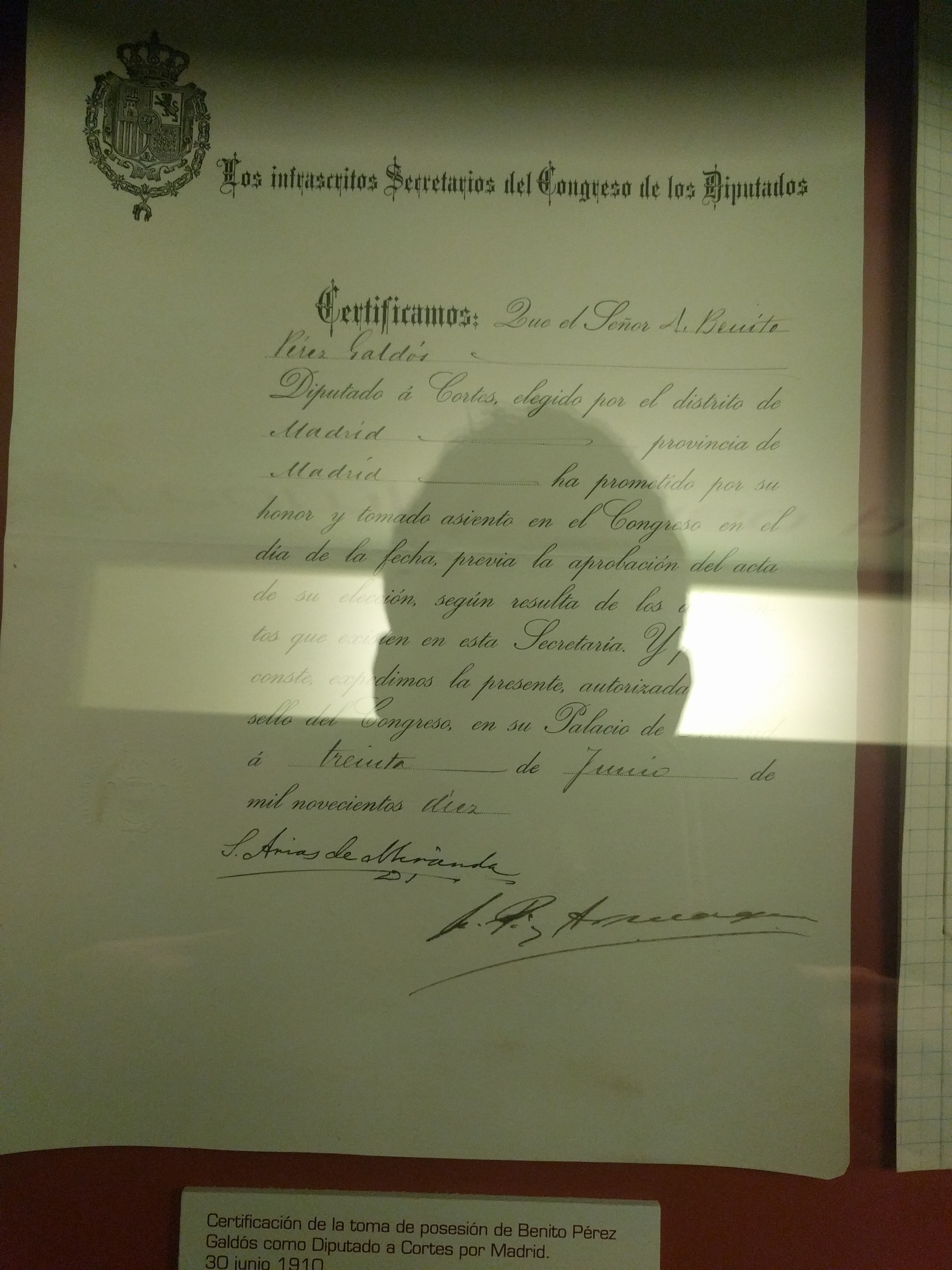
Certificado de la toma de posesión como diputado en 1910 por Madrid de Benito Pérez Galdós.

El sistema político de la restauración fue objeto de fuertes críticas, especialmente desde el desastre de 1898, cuando empieza a hablarse de "regeneracionismo" (Joaquín Costa, Oligarquía y caciquismo, Gumersindo de Azcárate, El régimen parlamentario en la práctica). No obstante, el turnismo continuó funcionando ininterrumpidamente hasta la crisis de 1917, a partir de la cual fue cada vez más difícil componer tales mayorías. El sistema político vivió en crisis hasta el golpe de Estado de Primo de Rivera (13 de septiembre de 1923), que entre otras cosas era una manera de evitar el escándalo de la investigación parlamentaria del desastre de Annual de 1921 (informe Picasso de 1922-1923).
La Constitución de 1876, que no reconocía la soberanía nacional (la establecía compartida entre las Cortes y el Rey) ni se pronunciaba acerca de la naturaleza del sufragio, fue lo suficientemente flexible como para permitir a las Cortes de la Restauración introducir el sufragio universal masculino (desde 1890) o la abolición de la esclavitud (un tema recurrente en el parlamentarismo español, que se plantearon infructuosamente las Cortes de Cádiz en 1811, reintentaron las del Sexenio -la ley Moret o de libertad de vientres de 1870- y no fue culminado hasta las de la Restauración, en 1880-1886 -a pesar de la oposición del grupo de presión o "partido negrero" estrechamente vinculado al propio Cánovas-).
Mientras el sistema funcionó, ningún partido "no dinástico" (carlistas, republicanos, movimiento obrero, nacionalistas periféricos) podía aspirar a la participación política. Como sonadas excepciones se vieron la obtención del acta de diputado por Pablo Iglesias (1910) o el éxito electoral de la Lliga Regionalista (1901), en ambos casos en circunscripciones fuertemente urbanizadas e industrializadas, menos influenciables por el caciquismo.

## SiglosXXyXXI

### El pseudoparlamentarismo de la dictadura de Primo de Rivera
Tras un primer periodo en el que, suspendida la Constitución, planteó su gobierno como una dictadura provisional, el general Primo de Rivera decidió institucionalizar su régimen, creando un pseudo-parlamento denominado Asamblea Nacional Consultiva, legitimado con un plebiscito (no hubo elecciones ni pluralidad de partidos, funcionando una especie de partido único denominado Unión Patriótica). Mantuvo sus reuniones, en el Palacio de la Carrera de San Jerónimo, entre 1927 y 1930.

### Parlamentarismo de la Segunda República

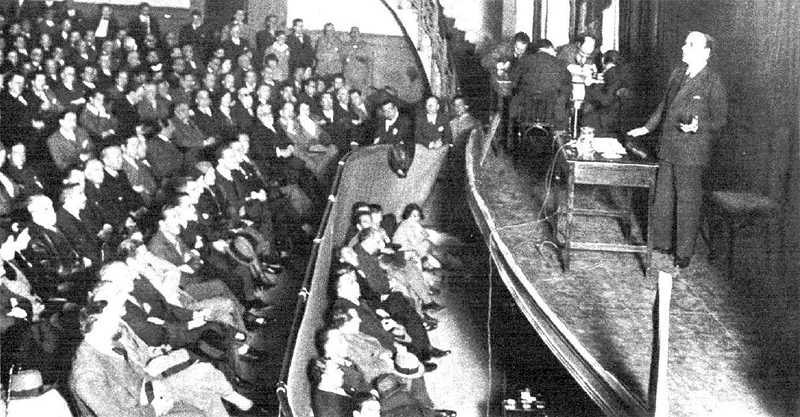
José Ortega y Gasset imparte su conferencia Rectificación de la República el Ateneo de Madrid, 6 de diciembre de 1931. El Ateneo, fundado en 1820 y refundado en 1835, fue desde su creación un lugar de reunión alternativo donde los parlamentarios se relacionaban relajadamente entre sí y con personas de muy distintos ámbitos de la cultura y la sociedad madrileña. Desde 1884 ocupa un local muy cercano al Palacio de las Cortes.

Las Cortes Constituyentes elegidas en 1931 elaboraron la Constitución de la Segunda República Española, que establecía un parlamento unicameral, denominado Congreso de los Diputados. Contaron con intelectuales de la talla de José Ortega y Gasset o Gregorio Marañón (Agrupación al Servicio de la República), Niceto Alcalá Zamora (Derecha Liberal Republicana), Julián Besteiro o Fernando de los Ríos (PSOE) y, destacando como orador político, Manuel Azaña. La oratoria parlamentaria alcanzó su mayor nivel histórico con debates como el del reconocimiento del derecho a la autonomía de las regiones (problema que Ortega consideró irresoluble, acuñando el concepto de "conllevancia") o el del voto femenino (entre Clara Campoamor y Victoria Kent). El control parlamentario del gobierno fue lo suficientemente eficaz como para producir su caída por los sucesos de Casas Viejas.
Los momentos oratorios brillantes no fueron exclusivos de la mayoría de izquierdas: al agrarista José María Lamamie de Clairac, opuesto a todo tipo de reforma agraria, le reprocharon, en medio de un debate parlamanetario, no aceptar ni siquiera la doctrina social de la Iglesia establecida en las encíclicas papales, a lo que respondió: Si las encíclicas me despojan, me haré cismático. El problema religioso fue abordado por Azaña con un discurso del que ha pasado a la historia su lapidaria frase España ha dejado de ser católica. Ortega dejó su escaño en diciembre de 1931 (Rectificación de la República).
En los periodos siguientes (Cortes de 1933 y Cortes de 1936), la representación política se fue polarizando crecientemente entre dos bloques cada vez más separados, hasta llegar a límites como el funesto diálogo entre La Pasionaria y José Calvo Sotelo de julio de 1936, preludio verbal del enfrentamiento de la guerra civil española.

#### Guerra civil española
Dada la situación crítica de Madrid, el gobierno republicano y las Cortes se trasladaron a Valencia. Con la guerra prácticamente perdida, mantuvieron en Figueras su última sesión en territorio español (febrero de 1939).
En el bando sublevado no existió ningún tipo de institución parlamentaria, se prohibieron todos los partidos políticos, incluidos los afines, que fueron obligados a unificarse en Falange Española Tradicionalista y de las Juntas de Ofensiva Nacional Sindicalista (la rama política del denominado Movimiento Nacional).

### Las Cortes franquistas
Desde 1942 funcionaron las denominadas Cortes Españolas, que dieron soporte institucional a la dictadura personal de Franco, especialmente a medida que se abandonaba la retórica totalitaria inicial. El Consejo Nacional del Movimiento, que se reunía en el antiguo Palacio del Senado, daba un aspecto bicameral al sistema político.

### Las Cortes actuales

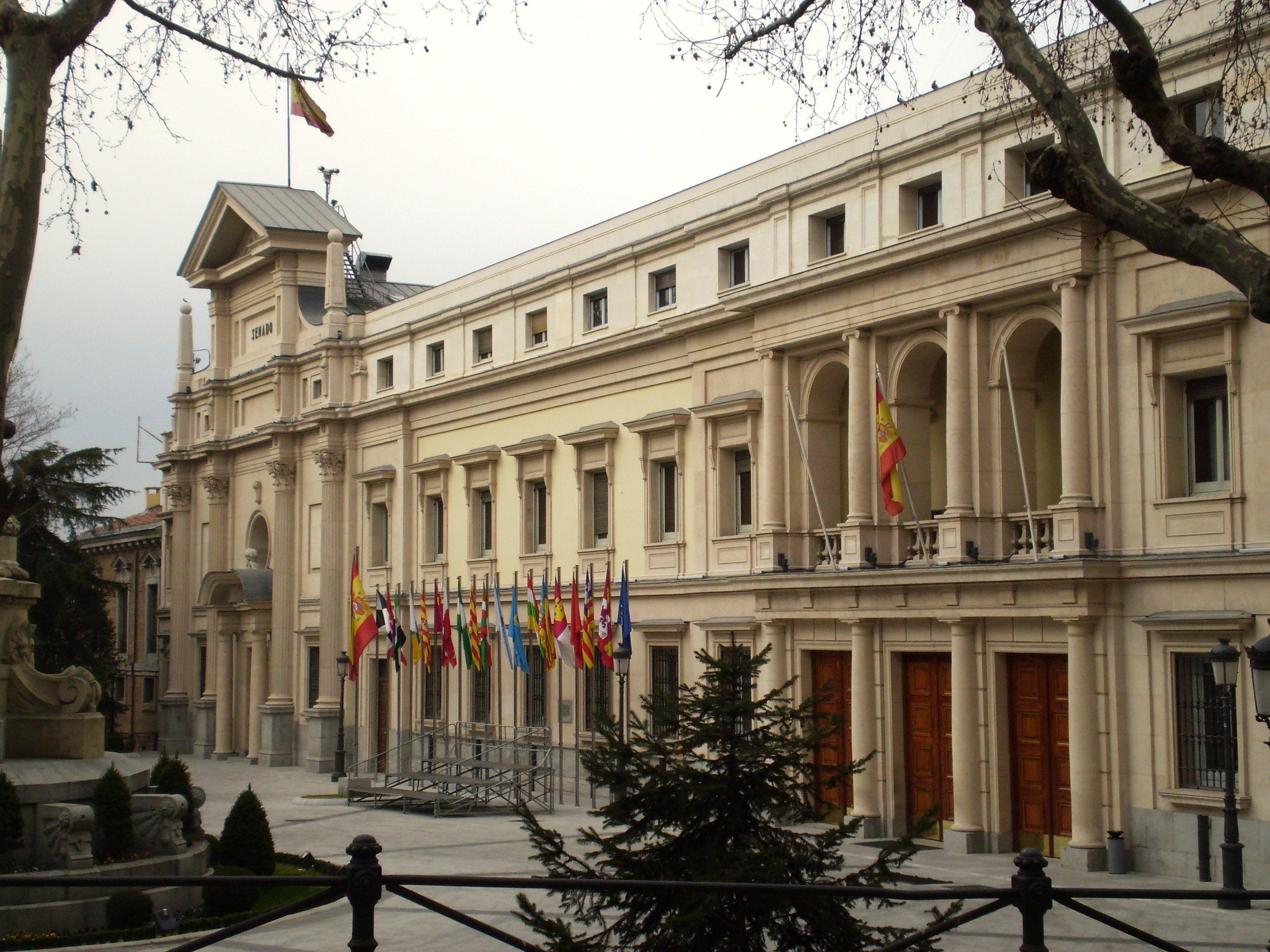
El Senado.

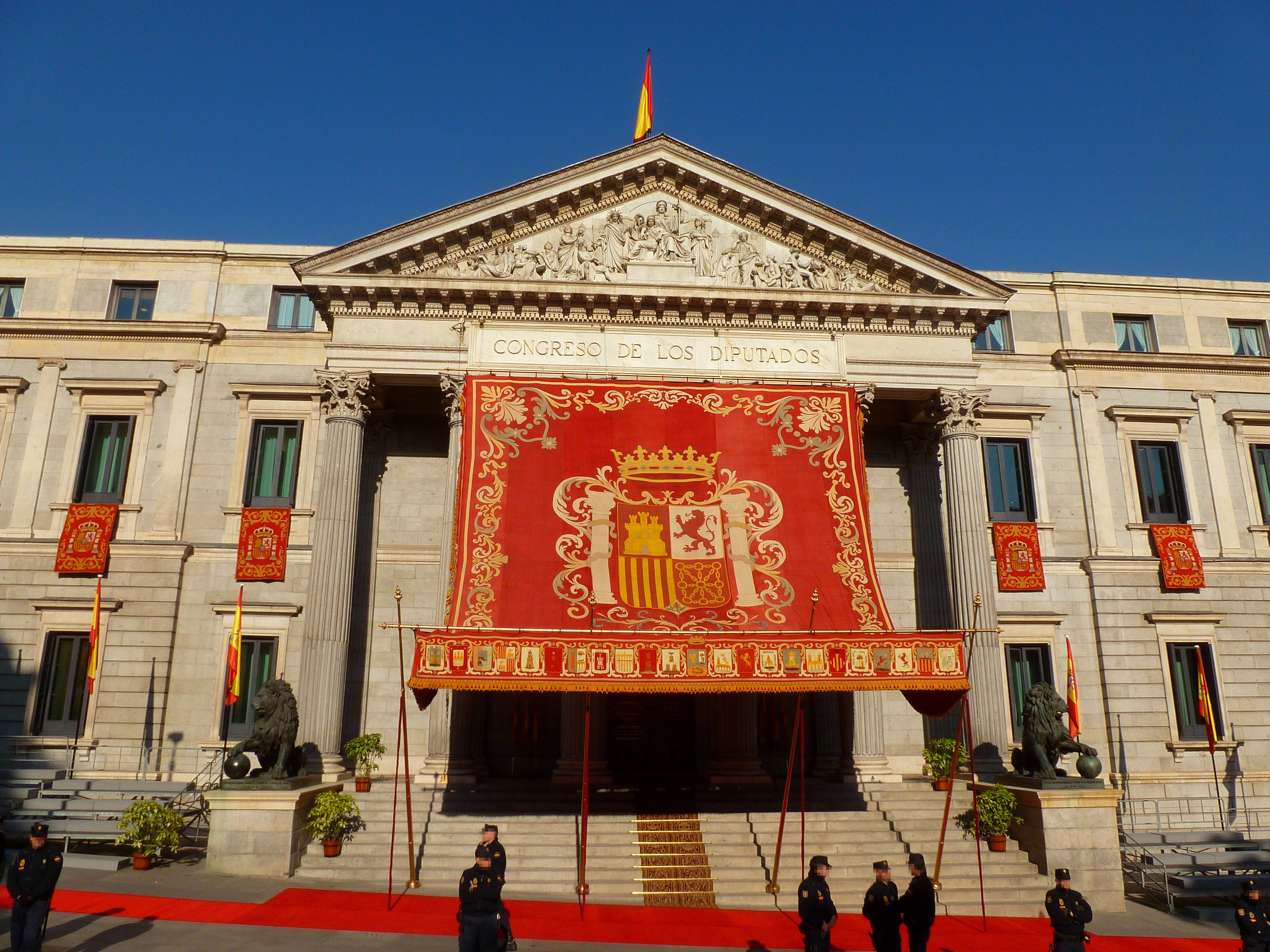
El Congreso de los Diputados engalanado para la sesión de apertura de la X Legislatura, 27 de diciembre de 2011.

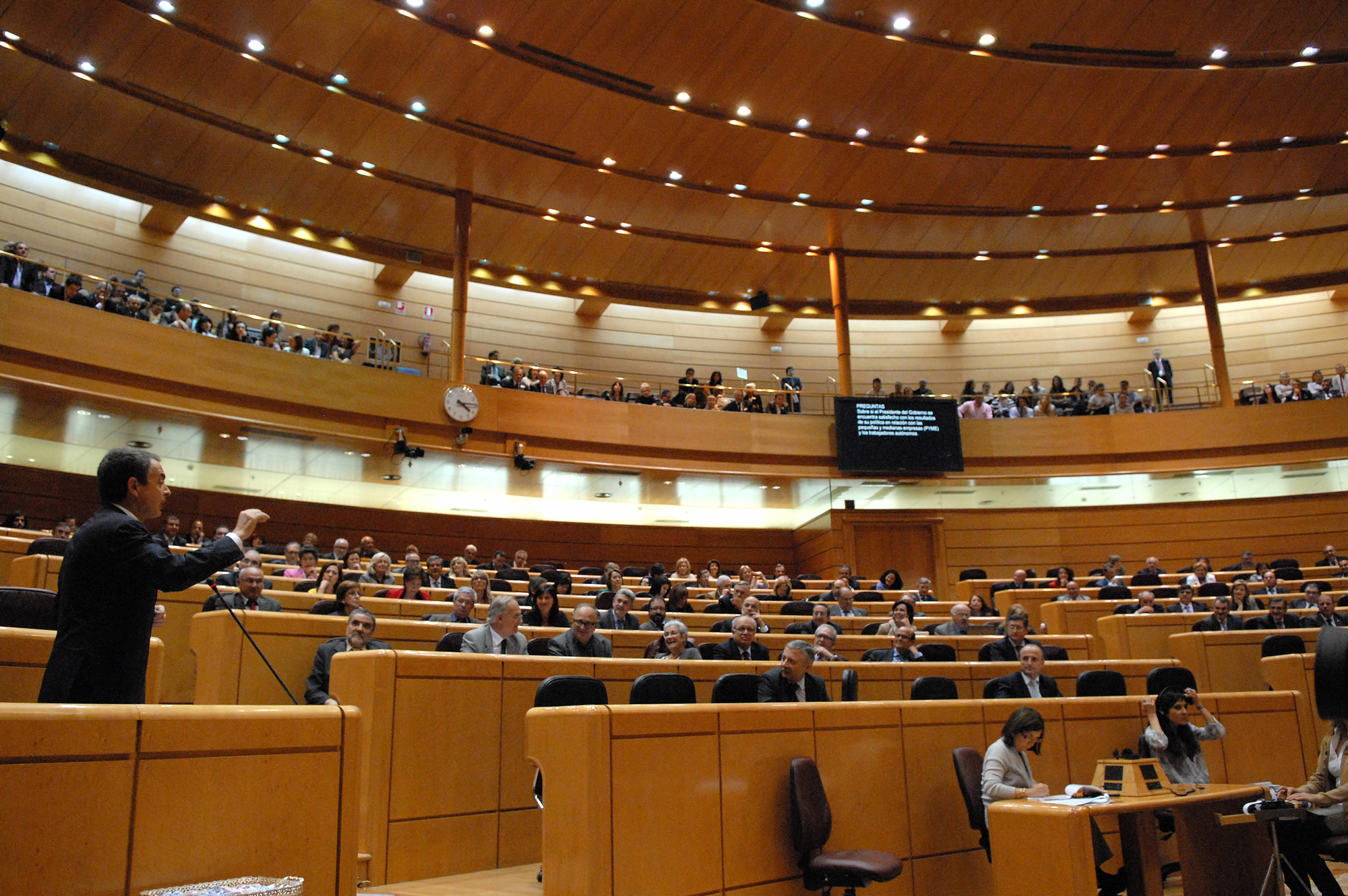
Nueva sala de plenos del Senado.

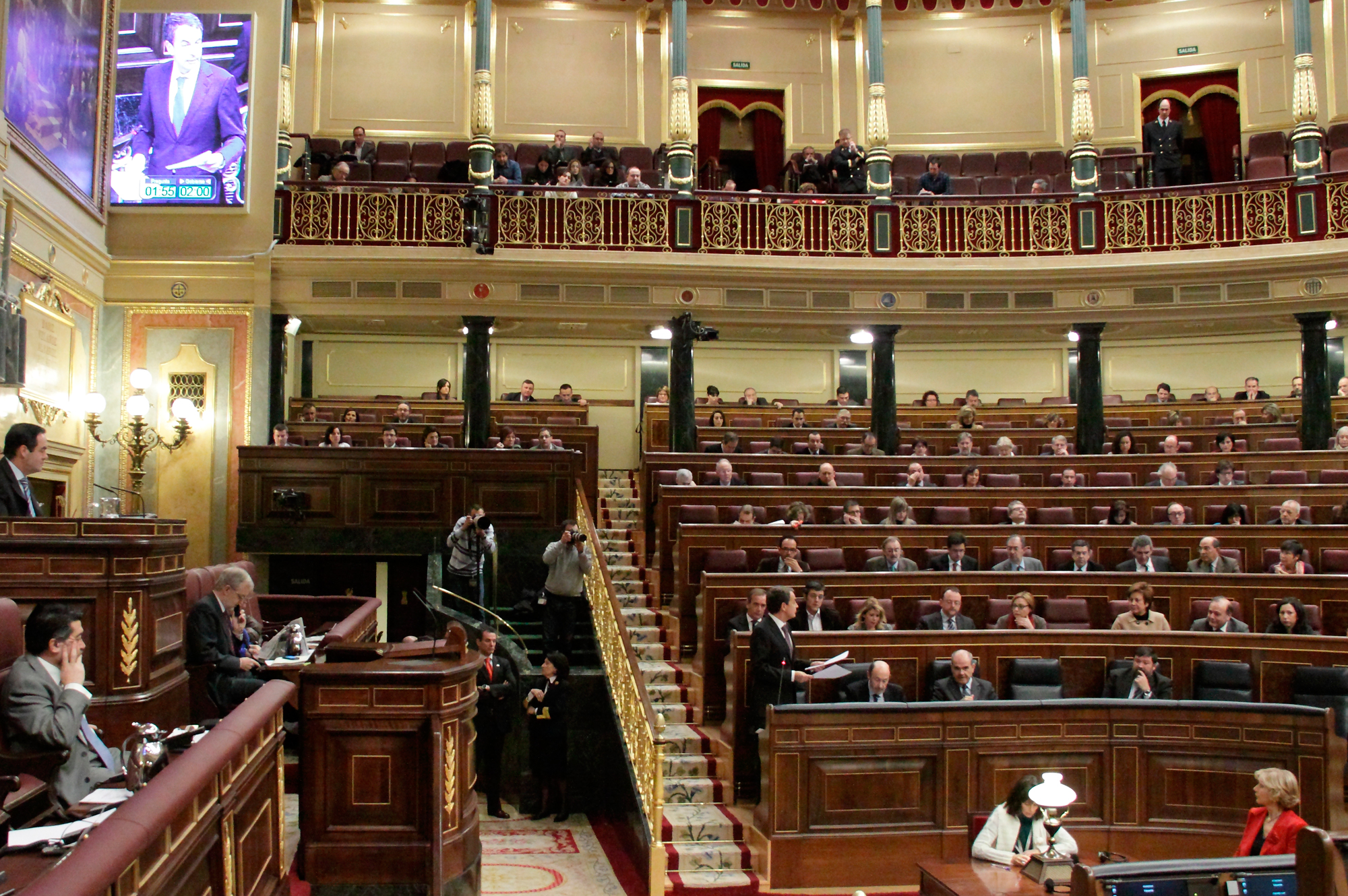
Sesión de control al gobierno en el Congreso de los Diputados, 26 de enero de 2011.

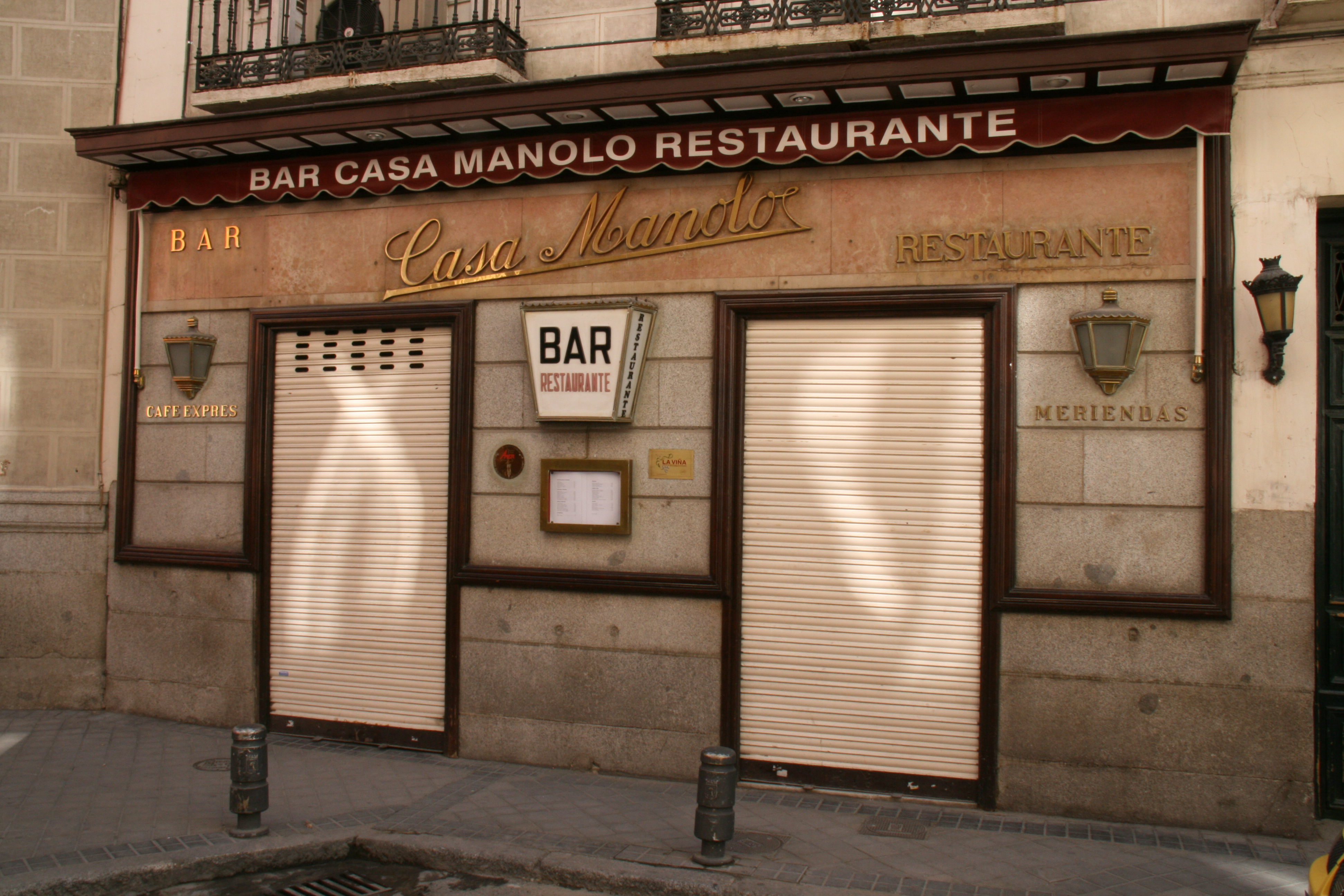
Casa Manolo, bar situado en las inmediaciones del Palacio de las Cortes donde los diputados mantienen tradicionalmente reuniones relajadas fuera del Congreso. Otros locales de hostelería del entorno han sido también lugares de reunión política, como Lhardy o Edelweiss.

Las elecciones de 1977 llevaron al parlamento a varias generaciones de políticos que no habían tenido oportunidad de experimentar la vida parlamentaria (Felipe González, Enrique Tierno, Miquel Roca, Xabier Arzallus, Josep Benet, Joaquín Satrústegui, Lluís Maria Xirinacs, Juan María Bandrés), así como a algunos supervivientes de la generación de 1936 (casi todos ellos del Partido Comunista: Santiago Carrillo, Dolores Ibárruri, el poeta Rafael Alberti; José María Gil-Robles, que se presentaba por la Democracia Cristiana de Joaquín Ruiz Jiménez, no obtuvo ninguna representación, como tampoco la extrema derecha) y algunos políticos ex-franquistas (en torno a Manuel Fraga o a Adolfo Suárez, según su grado de aperturismo). Los dos principales líderes sindicales, Marcelino Camacho y Nicolás Redondo, fueron diputados en las primeras legislaturas, circunstancia que no se volvió a producir.
Los debates en Congreso y Senado para la elaboración de la Constitución española de 1978 no destacaron por su talla oratoria ni por su capacidad de convencer a unos u otros parlamentarios: se impuso una disciplina de voto entre los principales partidos políticos que convertía en decisivas las reuniones discretas que se efectuaban fuera del hemiciclo, en las que los líderes políticos llegaban al denominado "consenso" (como en la ponencia constitucional o en los pactos de la Moncloa).
A partir de entonces, la vida parlamentaria española se ha venido caracterizando por el predominio del poder ejecutivo: los debates parlamentarios son meramente explicaciones posteriores a la posición decidida por el gobierno (especialmente por su presidente, sometido a un cierto apartamiento del espacio público -síndrome de la Moncloa-) y transmitida por el grupo parlamentario que le sustenta. La posibilidad de presentar moción de censura (presentada en alguna ocasión, siendo prosperada una) es la máxima posibilidad de denuncia de la oposición hacia el gobierno, que se presenta habitualmente por los cauces ordinarios: el debate de investidura al comienzo de un mandato presidencial, el anual debate sobre el estado de la nación, los debates presupuestarios anuales, los debates legislativos y las sesiones de control de periodicidad semanal con preguntas a los ministros o al presidente. Periódicamente se manifiesta la necesidad de revitalizar el Senado, al que la constitución reserva el papel de segunda lectura legislativa y cámara de representación territorial. Se planteó vincularle la conferencia de presidentes autonómicos, pero sus convocatorias no han tenido continuidad. La apertura de los diecinueve parlamentos autonómicos ha multiplicado la vida parlamentaria española, y ha producido alguno de los episodios de mayor tensión política: el plan Ibarretxe y la reforma del Estatuto de Cataluña. La accidentada tramitación de los recursos ante el Tribunal Constitucional y la dificultad de renovación de sus componentes, han desprestigiado a esta institución, que funciona en la práctica como una "tercera cámara".
El sistema electoral, proporcional, se caracteriza por las listas cerradas y bloqueadas y la circunscripción provincial. Tal configuración ha determinado, desde la desaparición de la Unión de Centro Democrático (1982), el predominio del "aparato" interno de los partidos políticos, así como un bipartidismo imperfecto entre dos grandes partidos nacionales (Partido Popular y Partido Socialista Obrero Español) y un variable número de grupos minoritarios, entre los que destaca la sobrerrepresentación de los nacionalismos periféricos sobre los pequeños partidos de ámbito nacional.
El momento más relevante de esta época fue el intento de golpe de Estado, mediante el asalto al Congreso durante la votación de investidura de Calvo-Sotelo, tras la dimisión de Adolfo Suárez.

### Estudios
- José Manuel Cuenca Toribio, La oratoria parlamentaria española: Una antología (enlace roto disponible en Internet Archive; véase el historial, la primera versión y la última)., Madrid: Centro de Estudios Políticos y Constitucionales, 2002, ISBN 84-340-1368-1
- Francisco José Sánchez, Retórica parlamentaria española, Madrid: Síntesis. 2012.
- José Gómez, Administración parlamentaria
- Claro Fernández, Las tradiciones parlamentaria y presidencialista en la historia constitucional española -  Una doble y confusa resonancia
- Maximiano García Venero, Historia del parlamentarismo español: 1810-1833. Fuentes esenciales
- José Miguel Pérez García, El parlamentarismo español en el sexenio democrático
- José Antonio Durán, La eterna cuestión del Parlamentarismo español

### Complementaria
Bibliografía recomendada en la asignatura Historia del parlamentarismo español (Universidad Complutense):
- Cabrera, Mercedes (dir.),  Con luz y taquígrafos. El Parlamento en la Restauración (1913-1923), Madrid, Taurus, 1998.
- Carasa, Pedro, “La historia de las elites políticas en el parlamento español: de la prosopografía a la historia cultural”, en Rafael Zurita y Renato Camurri (eds.),  Las elites en Italia y en España (1850-1922), Valencia, Universitat de València, 2008, pp. 113-134.
- Esteban, Jorge de,  Las Constituciones de España, Madrid, Centro de Estudios Políticos y Constitucionales, 1998.
- Forner, Salvador (coord.),  Democracia, elecciones y modernización en Europa. Siglos XIX y XX, Madrid, Cátedra, 1997.
- Garrigues, Jean (dir.), Histoire du Parlement de 1789 à nos jours, París, Armand Colin, 2003.
- López Pina, Antonio (dir.): Democracia representativa y parlamentarismo: Alemania, España, Gran Bretaña e Italia. Secretaría del Senado, Madrid, 1994.
- Marcuello Benedicto, Juan Ignacio,  La práctica parlamentaria en el reinado de Isabel II, Madrid, Congreso de los Diputados, 1986.
- Martorell Linares, Miguel; y Rey Reguillo, Fernando del, “El parlamentarismo liberal y sus  impugnadores”, Ayer, n.º 63 (2006), pp. 23-52. 4
- Moreno Luzón, Javier, “Political clientelism, elites, and  caciquismo in Restoration Spain (1875-1923)”, European History Quarterly, volumen 37/3 (2007), pp. 417-441.
- Parlamento y política en la España contemporánea, número monográfico de  Revista de Estudios Políticos, n.º 93 (julio-septiembre de 1996).
- Pérez Ledesma, Manuel (coord.), El Senado en la historia, Madrid, Senado, 1995.
- Sánchez Beato, F., El Parlamento en las Constituciones de Europa Occidental, Madrid, UCM, 2006.
- Sierra, María; Zurita, Rafael; y Peña, María Antonia, (eds.), La representación política en la España liberal, número monográfico de Ayer, n.º 61 (2006).
- Varela Ortega, José (dir.), El poder de la influencia. Geografía del caciquismo en España, Madrid, Centro de Estudios Políticos y Constitucionales/Marcial Pons Historia, 2001.
- Varela Suanzes-Carpegna, Joaquín, Política y Constitución en España (1808-1978), Madrid, Centro de Estudios Políticos y Constitucionales, 2007.

- Datos: Q6061796